# Malka Soda
Malka Soda, ou Melka Soda, est un woreda du sud de l'Éthiopie, situé dans la zone Ouest Guji de la région Oromia.
Rattaché à la zone Borena jusqu'à la création de la zone Ouest Guji, Malka Soda reprend la partie centre-est de l'ancien woreda Hagere Mariam.
|           | Kercha     | Odo Shakiso |
| Bule Hora | Malka Soda | Saba Boru   |
|           | Dugda Dawa |             |

Contrairement à Dugda Dawa, Kercha et Hambela Wamena qui sont déjà séparés de Bule Hora en 2007, Malka Soda est absent du recensement national de 2007. Il se détache vraisemblablement de Bule Hora entre 2008 et 2014.